# Snövit
För andra betydelser, se Snövit (olika betydelser).

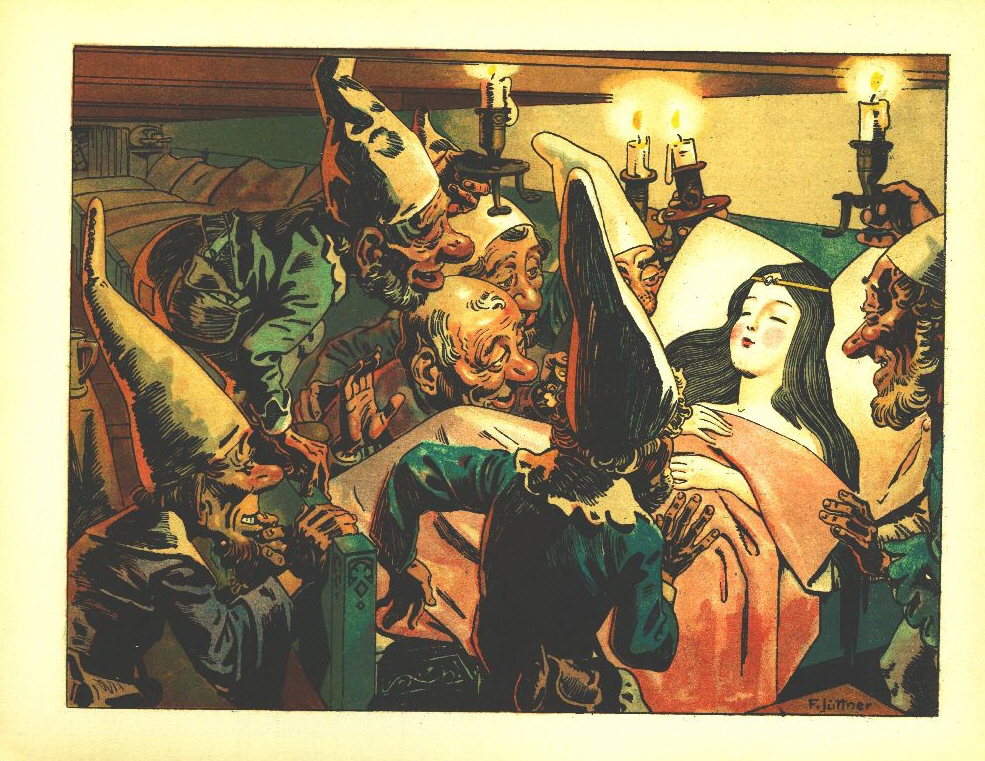
Illustration av Franz Jüttner

Snövit (tyska: Schneewittchen) är en saga. Den är nedtecknad av bröderna Grimm men stammar troligtvis från medeltiden.
Sagan om Snövit tros ha sitt ursprung i det medeltida Italien och har spridits som muntlig tradition över hela Europa. Sagan nedtecknades av bröderna Grimm; i deras version träffar Snövit de sju dvärgarna, medan drakar och rövare hjälper henne i versionen på Balkan.

## Handling

### Disneys version
Snövits styvmor, drottningen, har en spegel som varje dag svarar drottningen på uppmaningen ”Spegel, spegel på väggen där. Säg mig vem som vackrast i landet är.” Men så länge Spegeln svarade: "Drottning - du vackrast i landet är" så behövde Snövit inte frukta drottningens avund. Men med tiden blommar Snövit ut till en vacker kvinna trots de trasor drottningen klätt henne i. När spegeln sedan svarar att Snövit numera vackrast i landet är, så blir drottningen ursinnig och ber en jägare ta Snövit till skogen och komma tillbaka med hennes hjärta. Jägaren förmår inte att döda den vackra flickan utan låter henne gå och dödar i stället ett djur och tar dess hjärta till drottningen. Snövit flyr in i skogen och hamnar hos sju dvärgar.
Eftersom Snövit lever svarar drottningens spegel fortfarande att Snövit är vackrast i landet. Drottningen ger sig då ut på jakt efter Snövit och hittar henne hos dvärgarna. Drottningen, som också är en häxa, förvandlar sig till en gammal gumma och ger Snövit ett förtrollat äpple som gör att Snövit hamnar i ett komaliknande tillstånd. Dvärgarna tror att Snövit är död och lägger henne i en kista gjord av glas. En äventyrssökande prins hittar henne och blir helt betagen av flickan. Han ger henne en kyss som bryter förbannelsen. Snövit vaknar och lever sedan lyckligt tillsammans med prinsen i resten av sina dagar.

### Bröderna Grimms version
Grimms version skiljer sig från Disneys. Bland annat blir Snövit förgiftad av en kam och strypt av en livrem (men räddas båda gångerna av dvärgarna) innan hon förgiftas av äpplet. När dvärgarna eller prinsens män bär kistan till slottet ramlar en av dem, och Snövit vaknar när äppelbiten hon har satt i halsen lossnar. Vigseln med prinsen blir en stor fest. Den elaka drottningen får även sitt straff i slutet av historien; att ta på sig ett par glödande järnskor och dansa tills hon faller död ner. Det finns ytterligare en version där drottningen blir inbjuden till bröllopet och har med sig en förgiftad ros, för att mörda Snövit. Men när hon ser hur lyckliga Snövit och prinsen är så håller hon rosen så hårt att hon själv blir förgiftad.

## Filmatiseringar i urval
- Snövit och de sju dvärgarna (1937), Disneys tecknade version av sagan.
- Snövit och de sju dvärginnorna (1993), tecknad film producerad av Filmation.
- Snövit: En skräcksaga (1997), med Sam Neill, Sigourney Weaver och Monica Keena.
- Snövit (2001), med Kristin Kreuk och Miranda Richardson.
- Snow White and the Huntsman (2012), med Kristen Stewart, Charlize Theron, Chris Hemsworth och Sam Claflin.
- Spegel, spegel (2012), med Julia Roberts, Lily Collins, Armie Hammer och Nathan Lane.